# Dubrava, Kaçanik
Dubrava (albanska: Dubrava/ë, serbiska: Dubrava) är en by i Kosovo. Den ligger i kommunen Kaçanik. Enligt den senaste folkräkningen år 2011 fanns det 564 invånare.

## Demografi
| Demografi | 2011 |
| --------- | ---- |
| albaner   | 564  |